# Afrolongichneumon nigrifrons
Afrolongichneumon nigrifrons là một loài tò vò trong họ Ichneumonidae.